# Südarmee (Japanisches Kaiserreich)
Die Südarmee (jap. 南方軍, Nampō-gun) war eine Hauptarmee (Heeresgruppe) des Kaiserlich Japanischen Heeres während des Pazifikkriegs im Zweiten Weltkrieg. Ihr Tsūshōgō-Code (militärischer Tarnname) war Autorität (威, i) oder i1160, manchmal auch NA.

## Daten
Die Südarmee wurde am 6. November 1941 als Teil des Kaiserlichen Heeres aufgestellt und unterstand dem Daihon’ei. Anfangs bestand sie aus mehreren untergeordneten Einheiten, unter ihnen einige Regionalarmeen, wie die 14. Regionalarmee (Gen. Yamashita Tomoyuki) und die 18. Regionalarmee (Gen. Nakamura Aketo), und mehreren Armeen, wie die 18. Armee (Gen. Adachi Hatazō) und die 15. Armee (Gen. Iida Shōjirō). Die Südarmee stand unter dem Kommando von Feldmarschall Terauchi Hisaichi und ihr Zentralhauptquartier war in Saigon. Ihre Aufgabe war es, bei der japanischen Invasion Südostasiens 1942, Burma, Thailand, Indochina, Borneo, die Philippinen, Neuguinea, die Salomonen und weitere kleinere Inselstützpunkte im Pazifik einzunehmen und zu verteidigen. Fast alle Einheiten dieser Armee wurden in den Kämpfen 1943 bis 1945 von den alliierten Truppen in Burma, Neuguinea, den Philippinen und im Pazifik aufgerieben. Die Armee wurde am 31. August 1945 nach der Kapitulation Japans aufgelöst.

## Kommandeure
- 6. November 1941 – 31. August 1945: Feldmarschall Terauchi Hisaichi

## Untergeordnete Einheiten
Westpazifik:
- 14. Division
- 49. Selbstständige gemischte Brigade
- 53. Selbstständige gemischte Brigade

Burma:
- Regionalarmee Burma
  - 15. Armee*
  - 28. Armee*
  - 33. Armee*
  - 2. Infanteriedivision
  - 49. Infanteriedivision
  - 53. Infanteriedivision
  - 24. Selbstständige gemischte Brigade
  - 53. Selbstständige gemischte Brigade
  - 72. Selbstständige gemischte Brigade
  - 105. Selbstständige gemischte Brigade

Malaysia, Singapur, Sumatra:
- 7. Regionalarmee
  - 16. Armee*
  - 25. Armee*
  - 29. Armee*
  - 3. Luft-Armee
  - 46. Division
  - Shonan Garnison
  - 26. Selbstständige gemischte Brigade

Philippinen:
- 14. Regionalarmee
  - 35. Armee*
  - 41. Armee*
  - 1. Infanteriedivision
  - 10. Infanteriedivision
  - 19. Infanteriedivision
  - 23. Infanteriedivision
  - 26. Infanteriedivision
  - 103. Infanteriedivision
  - 105. Infanteriedivision
  - 2. Panzerdivision
  - 4. Fliegerdivision
  - 55. Selbstständige gemischte Brigade
  - 58. Selbstständige gemischte Brigade
  - 68. Selbstständige gemischte Brigade

Thailand:
- 18. Regionalarmee
  - 15. Armee*
  - 15. Infanteriedivision
  - 22. Infanteriedivision
  - 29. Selbstständige gemischte Brigade

Neuguinea und Salomonen
- 8. Regionalarmee
  - 17. Armee
  - 18. Armee

Borneo
- 37. Armee

Niederländisch-Indien
- 2. Regionalarmee
  - 2. Armee
  - 19. Armee

Französisch-Indochina
- 38. Armee

(*) Divisionen, die Armeen zugeordnet waren, sind nicht aufgeführt, da die Zusammenstellung der jeweiligen Armee, je nach Einsatzzweck, variierte.